# Ulrike Sennewald
Ulrike Sennewald (Rostock, RDA, 10 de mayo de 1989) es una deportista alemana que compitió en remo. Es hija del remero Hans Sennewald.
Ganó dos medallas en el Campeonato Europeo de Remo, en los años 2010 y 2013. Participó en los Juegos Olímpicos de Londres 2012, ocupando el séptimo lugar en la prueba de ocho con timonel.

## Palmarés internacional
| Campeonato Europeo | Campeonato Europeo          | Campeonato Europeo | Campeonato Europeo |
| Año                | Lugar                       | Medalla            | Prueba             |
| ------------------ | --------------------------- | ------------------ | ------------------ |
| 2010               | Montemor-o-Velho (Portugal) | Medalla de bronce  | Ocho con timonel   |
| 2013               | Sevilla (España)            | Medalla de plata   | Ocho con timonel   |